# Міхал Мартікан
Міхал Мартікан  (словац. Michal Martikán, 18 травня 1979) — словацький веслувальник, олімпійський чемпіон.

## Виступи на Олімпіадах
| Олімпіада    | Дисципліна               | Місце |
| ------------ | ------------------------ | ----- |
| Атланта 1996 | слалом на каное-одиночці | 1     |
| Сідней 2000  | слалом на каное-одиночці | 2     |
| Афіни 2004   | слалом на каное-одиночці | 2     |
| Пекін 2008   | слалом на каное-одиночці | 1     |
| Лондон 2012  | слалом на каное-одиночці | 3     |